# Zimna (Głuszyca)
Zimna (niem. Kaltwasser) – część Głuszycy (województwo dolnośląskie, powiat wałbrzyski). Polska nazwa została nadana w 1948 roku.

## FiliaGroß-Rosen
Dawna wieś, gdzie w czasie II wojny światowej istniał hitlerowski obóz pracy (AL Kaltwasser) – filia obozu koncentracyjnego Gross-Rosen, którego więźniowie pracowali przy budowie podziemnego kompleksu zbrojeniowego Riese.